# Serhij Koziuberda
Serhij Serhijowycz Koziuberda, ukr. Сергій Сергійович Козюберда (ur. 21 marca 1980 w Rubiżnem, w obwodzie ługańskim) – ukraiński piłkarz, grający na pozycji pomocnika.

## Kariera piłkarska

### Kariera klubowa
Wychowanek ŁWUFK Ługańsk. Pierwszy trener Wadym Dobyża. W czerwcu 1998 rozpoczął karierę piłkarską w klubie Zoria Ługańsk. W sierpniu 2003 został wypożyczony na miesiąc do farm klubu Awanhard Roweńki. Latem 2004 doznał ciężkiej kontuzji, po której powstało pytanie o możliwość powrotu do kariery piłkarskiej. W 2006 roku powrócił na boisko i pomógł Szachtarowi Swerdłowśk zostać mistrzem Ukrainy wśród zespołów amatorskich, a następnie przyjął ofertę trenera Władimira Utkina przejść do litewskiej Sūduvy Mariampol. Po sezonie 2008, w którym klub zajął 4. miejsce postanowiono nie przedłużać terminu kontraktu z 6 piłkarzami, wśród których był Koziuberda. W styczniu był na testach w Zorii Ługańsk, ale w lutym 2009 podpisał kontrakt z FK Charków. Latem 2009 charkowski klub pożegnał się z Premier-lihą, a piłkarz powrócił do Sūduvy Mariampol.

## Sukcesy i odznaczenia

### Sukcesy klubowe
- wicemistrz Litwy: 2007, 2010
- brązowy medalista Mistrzostw Litwy: 2009, 2011
- zdobywca Superpucharu Litwy: 2009
- finalista Superpucharu Litwy: 2007
- wicemistrz Baltic League: 2010